# Gliese 674
Gliese 674 är en ensam stjärna i den norra delen av stjärnbilden  Altaret. Den har en skenbar magnitud av ca 9,38 och kräver ett teleskop för att kunna observeras. Baserat på parallax enligt Gaia Data Release 2 på ca 219,6 mas, beräknas den befinna sig på ett avstånd på ca 15 ljusår (ca 4,6 parsek) från solen. Den rör sig närmare solen med en heliocentrisk radialhastighet på ca -3 km/s och kan ingå i den 200 miljoner år gamla Castorströmmen av stjärnor med gemensam egenrörelse.

## Egenskaper
Gliese 674 är en röd till orange stjärna med låg massa i huvudserien av spektralklass M3 V, 
Den har en massa som är ca 0,35 solmassa, en radie som är ca 0,36 solradie och har ca 0,016 gånger solens utstrålning av energi från dess fotosfär vid en effektiv temperatur av ca 3 400 K.
Stjärnan är svagt aktiv och visar regelbundet stjärnfläckar. Även röda dvärgar med låg aktivitet kan blossa upp, och 2018 observerades att denna stjärna avgav en het ultraviolett flare med en total energi på 5,6×1023 Joule och en varaktighet på några timmar. Gliese 674 befinner sig i ett mellanstadium av spindown med en rotationsperiod på 33,4 dygn, vilket tyder på en ålder på upp till några miljarder år.

## Planetsystem
Den 7 januari 2007 använde Bonfils spektrografen HARPS i ESO och hittade en planet med mellanmassa som kretsade nära den röda dvärgstjärnan i en excentrisk bana. Detta system är en lovande kandidat för att visa radioemission orsakad av interaktion mellan planeten och stjärnvinden.
| Planet        | Massa       | Halv storaxel (AE) | Siderisk omloppstid (d) | Excentricitet | Inklination | Radie |
| ------------- | ----------- | ------------------ | ----------------------- | ------------- | ----------- | ----- |
| b (omtvistad) | ≥ 11.8 ± M🜨 | 0,039 ±            | 4,6938± 0,007           | 0,2 ± 0,02    | -           | -     |